# I Want You (Elvis-Costello-Lied)

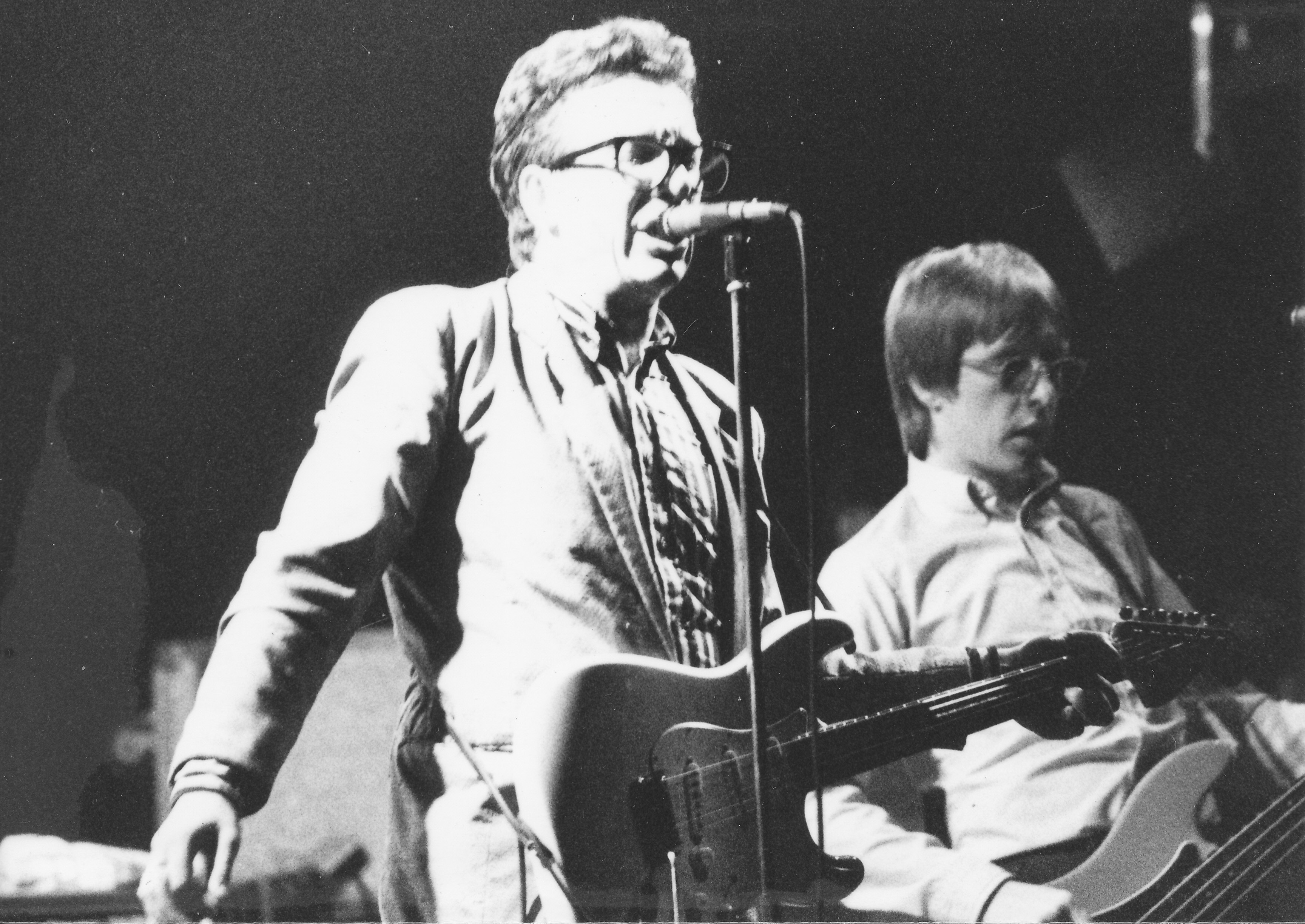
Elvis Costello (1980)

I Want You ist ein Song, der 1986 von Elvis Costello auf seinem Album Blood & Chocolate veröffentlicht wurde.
Der Text handelt von Eifersucht und Obsession. Der Song wurde als zweite Single ausgekoppelt. Es wurde von Kritikern positiv aufgenommen und von mehreren Künstlern gecovert.

## Hintergrund
Der düstere Text beschreibt eine quälende Liebesbeziehung. Der Erzähler schildert die Details der Untreue seines Partners und wiederholt ein dramatisches „I want you“ („Ich will dich“). Die Musik ist langsam und klagend; gegen Ende spielt Costello ein kurzes Gitarrensolo, das aus der Wiederholung zweier dissonanter Noten besteht. In seinen Album-Notizen des Kompilationsalbums Girls Girls Girls schrieb Costello: „Der Sound dieses Tracks wird immer das klangliche Äquivalent eines unscharfen Polaroids sein, also keine Entschuldigung für den mangelnden Klang. Er ist nicht nötig, es ist einfach ein pornografischer Schnappschuss; viel zerbrochenes Glas, eine zerquetschte Pralinenschachtel und ein bisschen Blut an der Wand.“
Aufgrund seines bitteren Textes kommentierte Costello: „Dass ausgerechnet dieses Lied als Eröffnungstanz bei Hochzeiten verwendet wird … Ich verneige mich demütig und kann diesen Leuten nur eine gute Reise wünschen.“

## Veröffentlichung und Rezeption
I Want You wurde 1986 als zweite Single aus dem Album Blood and Chocolate veröffentlicht, zusammen mit einer Akustikversion von I Hope You're Happy Now, einem anderen Song aus dem Album. Die Single war ein mäßiger Erfolg in den UK-Charts und erreichte Platz 79 bei einer Verweildauer von 2 Wochen.
Stephen Thomas Erlewine von AllMusic beschrieb beide ausgekoppelte Lieder als „die fiesesten Songs, die er jemals aufgenommen hat, sowohl textlich als auch musikalisch“. Das Blender Magazine nannte den Song als einen der wichtigsten Tracks von Blood and Chocolate, während Greg Kot von der Chicago Tribune den Song als „fesselnd“ beschrieb. Robert Christgau nannte den Song einen der beiden stärksten auf dem Album. Der Rolling Stone nannte den Song „ein episches Testament der Eifersucht auf den neuen Partner eines ehemaligen Liebhabers“ Jeremy Allen von The Guardian nannte den Song einen von Costellos Top 10: „Der Text und die Musik zusammen sind intim und intensiv, wie jemand, der einem im Nacken sitzt und einen erschaudern lässt, aber auch die Melodie ist unwiderstehlich.“ Martin Chilton vom Daily Telegraph rechnete den Song zu Costellos 35 besten.

## Coverversionen
2006 coverte Fiona Apple den Song, begleitet von Elvis Costello. Gavin Edwards vom Rolling Stone sagte über die Performance: „[Apple] verstoffwechselt jedes Molekül der vergifteten Atmosphäre des Songs.“ Costello arbeitete auch mit der Hip-Hop-Band The Roots zusammen, um 2013 eine Version von I Want You aufzuführen; Questlove sagte, dass der Song „so ziemlich der Soundtrack zu jeder Beziehung ist, die ich je hatte“.
2010 veröffentlichte Steven Page eine mit dem Art of Time Ensemble aufgenommene Coverversion des Songs für sein zweites Soloalbum A Singer Must Die.
Im Jahr 2017 veröffentlichten Lydia Lunch & Cypress Grove eine Version des Songs auf ihrem Album Under The Covers.